# Emirana

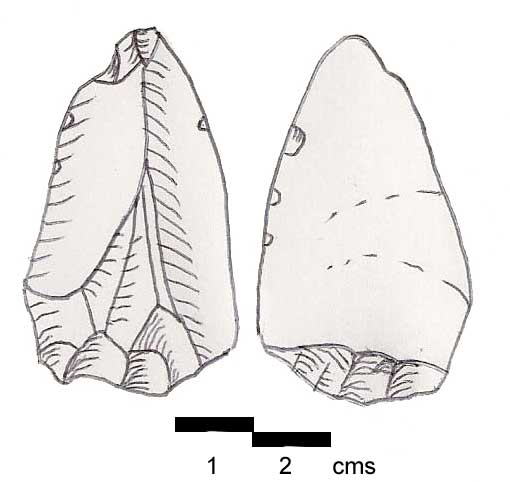
Disegno di manufatti litici da Meyrouba VI in Libano

L 'Emirana (Emiran in inglese) è una cultura del vicino e medio oriente, sviluppatasi tra il paleolitico medio e superiore  fine del paleolitico superiore
.

## Descrizione
La cultura emirana era una cultura presente in un'ampia regione del Levante, compresa tra Libano, Palestina, Siria, Giordania, Egitto e Arabia, ma rimane un enigma in quanto, assumendo la teoria dell'origine africana dell'Homo sapiens, non ha un chiaro progenitore africano. Per questo motivo alcuni studiosi hanno ipotizzato che la cultura emirana sia un cultura indigena, ma altri sostengono che rifletta tendenze tecnologiche più ampie osservate in precedenza nel Nordafrica, in siti più antichi come Taramsain Egitto.
Sono state ritrovate numerose lame di pietra appartenenti a questa cultura e risalenti al primo stadio del paleolitico superiore, tra cui coltelli curvi simili a quelli rinvenuti nella cultura di Castelperroniano in Francia.